# Імператори Ян і Хуан
Імператори Ян і Хуан — скульптури імператорів Ян і Хуан у Китаї, шоста найвища статуя в світі. Зображує двох перших імператорів Китаю — винахідників сільського господарства. Будівництво тривало 20 років і було завершено у 2007 році. Статуя розташована в місті Чженчжоу, столиці провінції Хенань.

## Композиція
Скульптури зображають двох легендарних імператорів, яким приписується винайдення сільського господарства. Хуан-ді (Жовтий Імператор) навчив додинастичних китайців приручати тварин та будувати будинки. Імператор Ян-ді, також відомий як Шень-нун, навчив орати землю та вирощувати збіжжя.
Загальна висота складає 106 м, кожна голова імператорів заввишки 51 м, а стоять вони на платформі заввишки 55 м. Очі мають довжину 3 м, а носи — 8 м. Побудована з використанням понад 70 тис. м3 бетону, 1500 т сталі та 6 тис. м3 граніту, добутого з гори Тайхан. Скульптура перевершує висоту Статуї Свободи в США на 8 м та «Батьківщина-мати» в Росії на 2 м.

## Історія
Ідея скульптури належить Ван Женміню. Натхненний своїми візитами до Сінгапуру та США у 1987 році, де він спостерігав сильне почуття ідентичності серед китайської діаспори, Ван запропонував створити скульптуру на березі річки Хуанхе на честь легендарних постатей, які стоять у витоку китайської цивілізації. 15 жовтня 1987 року він оголосив про плани щодо створення скульптури та ініціював глобальну кампанію зі збору пожертв для фінансування проєкту. Протягом наступних п'яти років Ван шукав підтримку, що призвело до створення Підготовчого комітету монументальної скульптури імператора Ян у Пекіні в 1988 році та Національної китайської асоціації дослідження культури Ян 1991 року. Будівництво офіційно розпочалося у вересні 1994 року, але спочатку його гальмували проблеми з фінансуванням. У 2004 році проєкт перейшов до управління муніципальною адміністрацією Чженчжоу, яка надала необхідну підтримку для завершення будівництва.
Місцем розташування скульптур обрали провінцію Хенань, яка виробляє більшість пшениці, сої та рису в Китаї. Будівництво коштувало 180 млн юанів (22,5 млн доларів США).
Відкриття скульптур відбулося 16 квітня 2007 року.

## Галерея

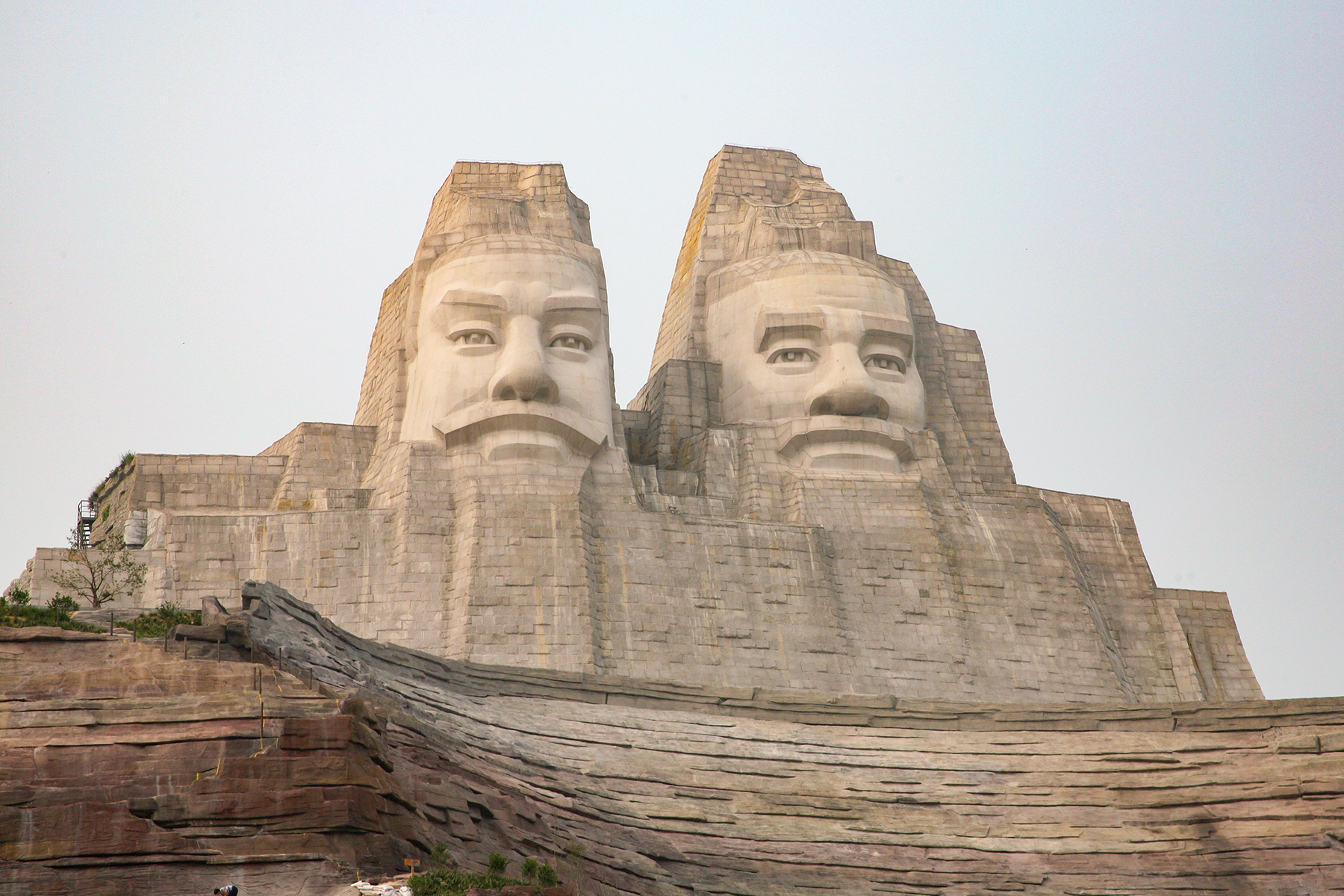
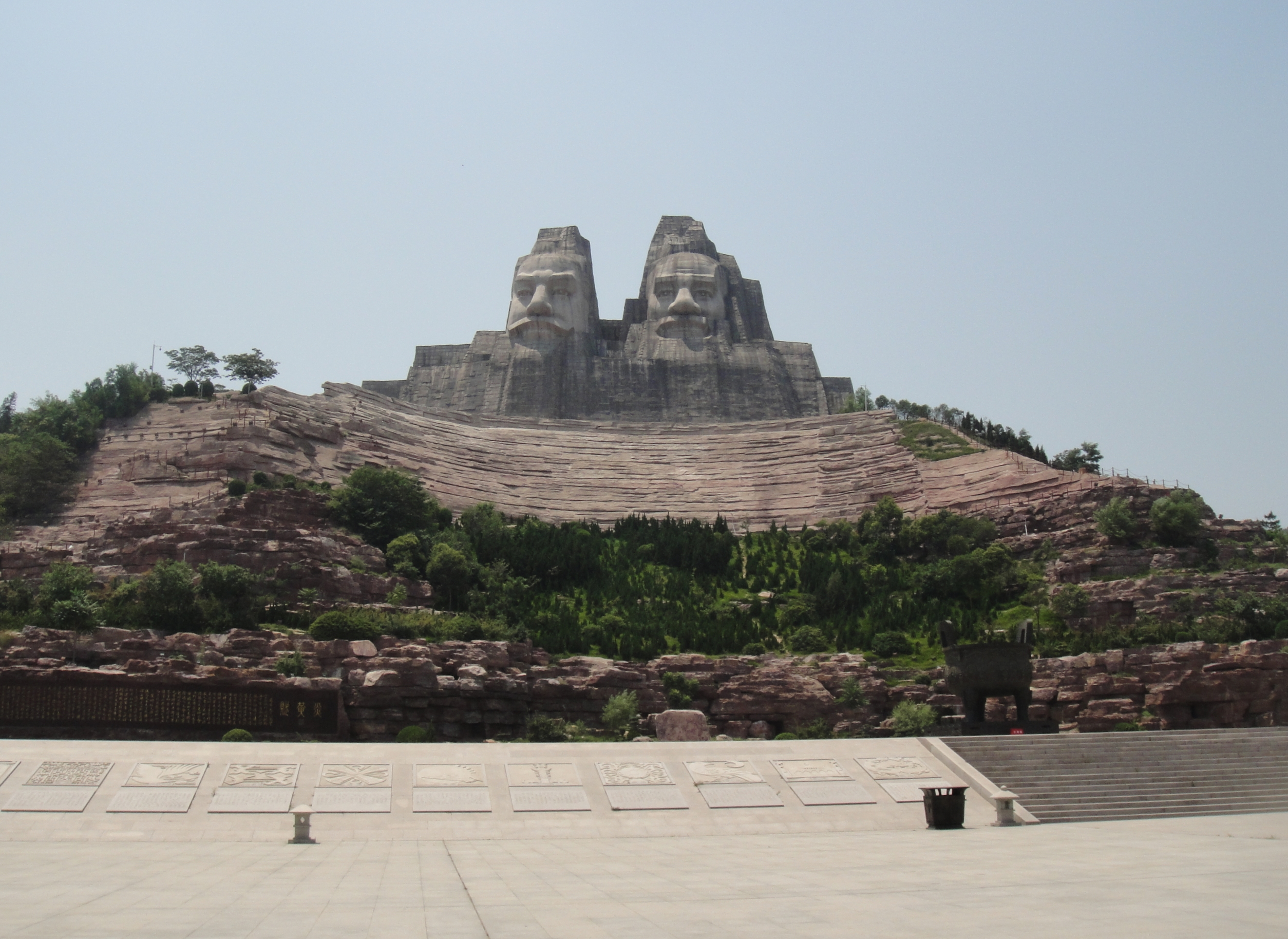
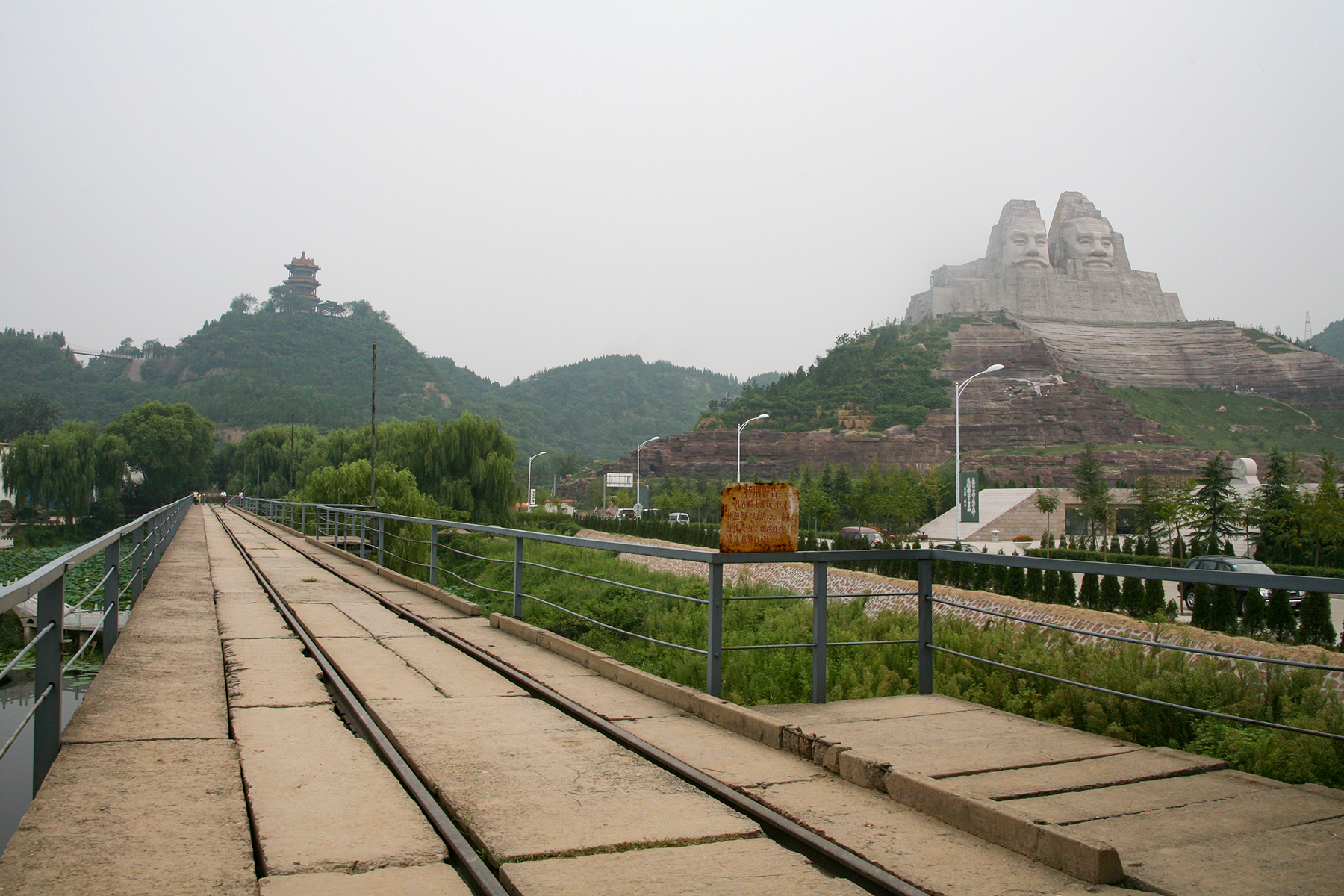
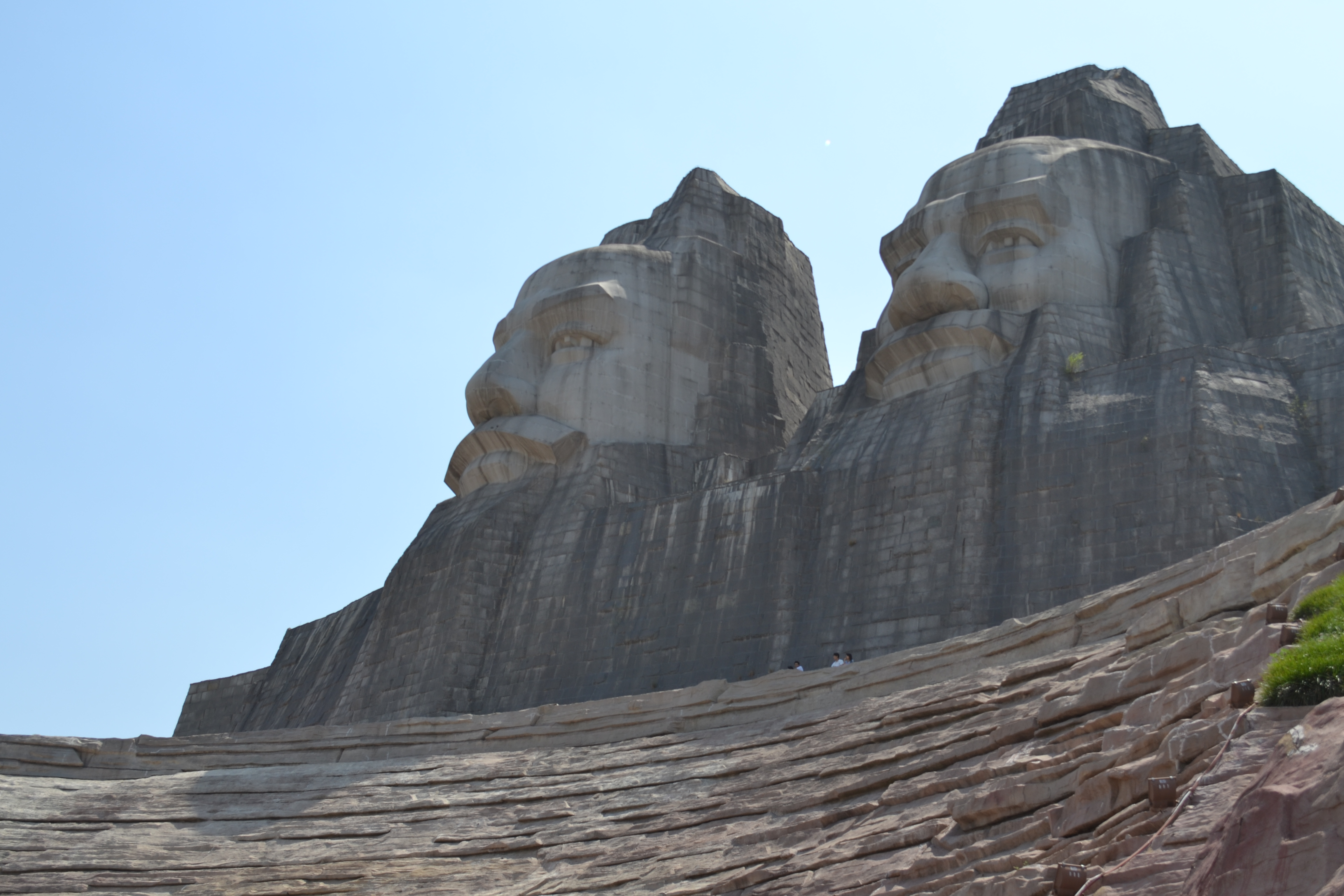